# Matteo Soragna
Matteo Soragna (Mantova, 26 dicembre 1975) è un ex cestista e telecronista sportivo italiano.
Alto 196 cm, ha ricoperto il ruolo di ala piccola, ma sapeva svolgere le mansioni di playmaker.

## Carriera
Cresciuto in tre anni di B1 a Cremona dal 1993 al 1996 (13,3 punti nell'ultima stagione), Matteo Soragna esordisce in serie A nella stagione 1996-97, a Pistoia nelle file della Olimpia per poi passare nella stagione 1997/1998 al Barcellona Pozzo di Gotto, dove resta per un triennio e conquista la promozione in A2 nel 1999-2000, affermandosi come talento emergente nel panorama italiano.
Nel 2000 passa alla Pallacanestro Biella e gli riesce al primo assalto un'altra impresa, quella più importante, l'ascesa in Serie A1, la prima volta della società biellese: dal 2001-02 Soragna diventa anche capitano della squadra.
Nel corso dell'ultima stagione in Piemonte con la Lauretana le cifre di Soragna parlano di 11,1 punti in 32,9 minuti di utilizzo, con il 57,9% da 2, il 39,1% da 3 e l'80,6% dalla lunetta, 2,9 rimbalzi e 2,3 recuperi, con 2,6 assist.
Come riconoscimento per l'impegno ed i risultati ottenuti sia sul campo che fuori Pallacanestro Biella decise di ritirare la sua maglia numero 7.
Dalla stagione sportiva 2004-05 passa alla Benetton Basket dove disputa un'ottima stagione iniziale. Fa il suo esordio nella massima competizione europea: l'Eurolega.
Per la stagione 2005-06, in seguito alla partenza di Denis Marconato alla volta di Barcellona, è affidata a lui la fascia di capitano della Benetton Basket, con la quale vince il suo primo scudetto.
Ha vestito per la prima volta la maglia della nazionale il 25 novembre 2001 a Brno, nella sfida contro la Repubblica Ceca, valida per la qualificazione ai Campionati Europei. Con la nazionale ha vinto il bronzo agli Europei di Svezia del 2003 e l'argento alle Olimpiadi di Atene del 2004.
Il 2 agosto 2013 firma per l'Orlandina Basket, con la quale ha disputato da capitano due campionati, prima il LegaDue, poi in Serie A. Per la stagione 2015-2016 ha firmato in Serie B con la Pallacanestro Piacentina.
Attualmente lavora a Sky Sport come commentatore per NBA e NCAA. Sposato con Lisa, ha una figlia di nome Cecilia.

## Palmarès

### Club
- Campionato italiano: 1

Pall. Treviso: 2005-06
- Coppa Italia: 2

Pall. Treviso: 2005, 2007
- Supercoppa italiana: 1

Pall. Treviso: 2006

### Nazionale
- Olimpiadi:
 Atene 2004
- Europei: 
 Svezia 2003

## Statistiche

### Presenze e punti nei club
Dati aggiornati al 30 giugno 2015
| Stagione        | Squadra                | Competizione | Partite | Partite | Partite | Statistiche tiro | Statistiche tiro | Statistiche tiro | Altre statistiche | Altre statistiche | Altre statistiche | Altre statistiche | Altre statistiche |
| Stagione        | Squadra                | Competizione | Pres.   | Titol.  | Minuti  | Tiri da 2        | Tiri da 3        | Liberi           | Rimb.             | Assist            | Rubate            | Stopp.            | Punti             |
| --------------- | ---------------------- | ------------ | ------- | ------- | ------- | ---------------- | ---------------- | ---------------- | ----------------- | ----------------- | ----------------- | ----------------- | ----------------- |
| 1993-1994       | Juvi Cremona Basket    | Serie B1     |         |         |         |                  |                  |                  |                   |                   |                   |                   |                   |
| 1994-1995       | Juvi Cremona Basket    | Serie B1     |         |         |         |                  |                  |                  |                   |                   |                   |                   |                   |
| 1995-1996       | Juvi Cremona Basket    | Serie B1     |         |         |         |                  |                  |                  |                   |                   |                   |                   |                   |
| 1996-1997       | Rolly Pistoia          | Serie A1     | 13      | 7       | 67      | 1/4              | 1/3              | 0/0              | 3                 | 4                 | 4                 | 0                 | 5                 |
| 1997-1998       | INA Sicilia Barcellona | Serie B1     |         |         |         |                  |                  |                  |                   |                   |                   |                   |                   |
| 1998-1999       | INA Sicilia Barcellona | Serie B1     |         |         |         |                  |                  |                  |                   |                   |                   |                   |                   |
| 1999-2000       | INA Sicilia Barcellona | Serie A2     | 38      | 38      | 1101    | 63/113           | 32/85            | 81/99            | 92                | 61                | 81                | 10                | 303               |
| 2000-2001       | Fila Biella            | Serie A2     | 36      | 35      | 1039    | 52/99            | 40/82            | 51/70            | 77                | 49                | 49                | 3                 | 275               |
| 2001-2002       | Lauretana Biella       | Serie A      | 33      | 25      | 861     | 43/86            | 25/73            | 38/45            | 72                | 55                | 49                | 6                 | 199               |
| 2002-2003       | Lauretana Biella       | Serie A      | 37      | 34      | 1037    | 65/130           | 36/107           | 77/88            | 69                | 88                | 75                | 4                 | 315               |
| 2003-2004       | Lauretana Biella       | Serie A      | 34      | 33      | 1119    | 92/159           | 45/115           | 57/71            | 97                | 90                | 78                | 5                 | 376               |
| 2004-2005       | Benetton Treviso       | Serie A      | 42      | 26      | 1120    | 57/119           | 47/123           | 66/78            | 127               | 79                | 61                | 7                 | 321               |
| 2005-2006       | Benetton Treviso       | Serie A      | 30      | 23      | 783     | 41/79            | 31/82            | 60/74            | 85                | 50                | 38                | 6                 | 235               |
| 2006-2007       | Benetton Treviso       | Serie A      | 33      | 23      | 792     | 42/101           | 23/80            | 61/72            | 99                | 42                | 41                | 2                 | 214               |
| 2007-2008       | Benetton Treviso       | Serie A      | 34      | 29      | 963     | 41/102           | 56/125           | 50/55            | 93                | 59                | 51                | 6                 | 300               |
| 2008-2009       | Benetton Treviso       | Serie A      | 38      | 22      | 944     | 26/62            | 38/99            | 52/60            | 109               | 53                | 38                | 2                 | 218               |
| 2009-2010       | Angelico Biella        | Serie A      | 26      | 7       | 606     | 28/63            | 39/95            | 41/55            | 67                | 42                | 22                | 1                 | 214               |
| 2010-2011       | Angelico Biella        | Serie A      | 30      | 0       | 747     | 52/99            | 31/80            | 81/96            | 81                | 53                | 35                | 2                 | 278               |
| 2011-2012       | Angelico Biella        | Serie A      | 28      | 27      | 841     | 57/95            | 21/57            | 44/51            | 93                | 52                | 34                | 2                 | 221               |
| 2012-2013       | Angelico Biella        | Serie A      | 11      | 5       | 272     | 15/28            | 8/33             | 15/19            | 18                | 14                | 10                | 2                 | 69                |
| 2013-2014       | Upea Capo d'Orlando    | DNA/G        | 29      |         | 798     | 41/77            | 27/64            | 48/56            | 92                | 61                | 20                | 0                 | 211               |
| 2014-2015       | Upea Capo d'Orlando    | Serie A      | 25      | 3       | 557     | 20/49            | 28/64            | 42/53            | 58                | 38                | 12                | 4                 | 166               |
| Totale carriera |                        |              |         |         |         |                  |                  |                  |                   |                   |                   |                   |                   |

### Cronologia presenze e punti in Nazionale
| Cronologia completa delle presenze e dei punti in Nazionale - Italia | Cronologia completa delle presenze e dei punti in Nazionale - Italia | Cronologia completa delle presenze e dei punti in Nazionale - Italia | Cronologia completa delle presenze e dei punti in Nazionale - Italia | Cronologia completa delle presenze e dei punti in Nazionale - Italia | Cronologia completa delle presenze e dei punti in Nazionale - Italia | Cronologia completa delle presenze e dei punti in Nazionale - Italia | Cronologia completa delle presenze e dei punti in Nazionale - Italia |
| Data                                                                 | Città                                                                | In casa                                                              | Risultato                                                            | Ospiti                                                               | Competizione                                                         | Punti                                                                | Note                                                                 |
| -------------------------------------------------------------------- | -------------------------------------------------------------------- | -------------------------------------------------------------------- | -------------------------------------------------------------------- | -------------------------------------------------------------------- | -------------------------------------------------------------------- | -------------------------------------------------------------------- | -------------------------------------------------------------------- |
| 14/07/2009                                                           | Bormio                                                               | Italia                                                               | 64 - 63                                                              | Rep. Ceca                                                            | Amichevole                                                           | 10                                                                   | [ 2 ]                                                                |
| 16/07/2009                                                           | Bormio                                                               | Italia                                                               | 85 - 49                                                              | Svezia                                                               |                                                                      | 7                                                                    | [ 3 ]                                                                |
| 17/07/2009                                                           | Bormio                                                               | Italia                                                               | 67 - 63                                                              | Senegal                                                              |                                                                      | 5                                                                    | [ 4 ]                                                                |
| 18/07/2009                                                           | Bormio                                                               | Italia                                                               | 89 - 97                                                              | Rep. Ceca                                                            |                                                                      | 2                                                                    | [ 5 ]                                                                |
| 25/07/2009                                                           | Trento                                                               | Italia                                                               | 91 - 69                                                              | Canada                                                               |                                                                      | 3                                                                    | [ 6 ]                                                                |
| 27/07/2009                                                           | Trento                                                               | Italia                                                               | 83 - 72                                                              | Portogallo                                                           |                                                                      | 13                                                                   | [ 7 ]                                                                |
| 01/08/2009                                                           | Conegliano                                                           | Italia                                                               | 81 - 75                                                              | Canada                                                               | Amichevole                                                           | 5                                                                    | [ 8 ]                                                                |
| 05/08/2009                                                           | Cagliari                                                             | Italia                                                               | 77 - 80 dts                                                          | Francia                                                              | Qual. Euro 2009                                                      | 6                                                                    | [ 9 ]                                                                |
| 11/08/2009                                                           | Vantaa                                                               | Finlandia                                                            | 75 - 77                                                              | Italia                                                               | Qual. Euro 2009                                                      | 8                                                                    | [ 10 ]                                                               |
| 14/08/2009                                                           | Pau (Francia)\|Pau                                                   | Francia                                                              | 81 - 61                                                              | Italia                                                               | Qual. Euro 2009                                                      | 11                                                                   | [ 11 ]                                                               |
| 20/08/2009                                                           | Porto San Giorgio                                                    | Italia                                                               | 89 - 95                                                              | Finlandia                                                            | Qual. Euro 2009                                                      | 0                                                                    | [ 12 ]                                                               |
| Totale                                                               |                                                                      | Presenze                                                             | 138                                                                  |                                                                      | Punti                                                                | 843                                                                  |                                                                      |